# 漢尼夫
48°28′0″N 25°11′51″E / 48.46667°N 25.19750°E
漢尼夫（羅馬化：Hanniv）是烏克蘭的村落，位於該國西部伊萬諾-弗蘭科夫斯克州，由科洛梅亞區負責管轄，處於普魯特河畔，面積4.9平方公里，2001年人口302，人口密度每平方公里61.63人。